# 堀江町 (江戸川区)
堀江町（ほりえちょう）は、東京都江戸川区の町名。住居表示未実施。丁番の設定されていない単独町名である。郵便番号は132-0000。

## 地理
江戸川区南部に位置し、葛西地域に属する。区の定める「日常生活圏域」では全域が葛西南圏域に属する。現在はなぎさ公園東側から南葛西五丁目公園南側の旧江戸川右岸河川敷のみを町域とする無居住区域である。江戸川区の統計書によれば、面積は6.32ヘクタール。北で東葛西、東で旧江戸川を跨いで千葉県浦安市富士見、南で同じく旧江戸川を跨いで浦安市舞浜、南西で臨海町、西で南葛西と接する。北部に特別高圧送電線・江東線が通る。

## 歴史
堀江町は、昭和7年（1932年）の江戸川区成立時から置かれていた町名であったが、1979年（昭和54年）11月に実施された住居表示により、町域の大半が南葛西一 - 七丁目に変更された。その後は、南葛西の東端部分にある旧江戸川の河川敷部分のみが住居表示未実施のまま、「堀江町」として残存しているのみである。

## 交通
町域内に鉄道は通っていない。東京メトロ東西線葛西駅が最寄り駅となる。